# Acochlidioidea
Super-famille
Les Acochlidioidea sont une super-famille de mollusques gastéropodes de l'ordre des Acochlidiacea.

## Liste des familles
Selon World Register of Marine Species (12 mars 2017) :
- Acochlidiidae Küthe, 1935
- Aitengidae Swennen & Buatip, 2009
- Bathyhedylidae Neusser, Jörger, Lodde-Bensch, Strong & Schrödl, 2016
- Hedylopsidae Odhner, 1952
- Pseudunelidae Rankin, 1979
- Tantulidae Rankin, 1979